# Noah Hegge
Noah Hegge (Mammendorf, 15 de marzo de 1999) es un deportista alemán que compite en piragüismo en la modalidad de eslalon.
Participó en los Juegos Olímpicos de París 2024, obteniendo una medalla de bronce en la prueba de K1 cross.
Ganó una medalla de oro en el Campeonato Mundial de Piragüismo en Eslalon de 2022 y dos medallas en el Campeonato Europeo de Piragüismo en Eslalon, en los años 2022 y 2025.

## Palmarés internacional
| Juegos Olímpicos   | Juegos Olímpicos               | Juegos Olímpicos  | Juegos Olímpicos |
| Año                | Lugar                          | Medalla           | Competición      |
| ------------------ | ------------------------------ | ----------------- | ---------------- |
| 2024               | París (Francia)                | Medalla de bronce | K1 cross         |
| Campeonato Mundial |                                |                   |                  |
| Año                | Lugar                          | Medalla           | Competición      |
| 2022               | Augsburgo (Alemania)           | Medalla de oro    | K1 por equipos   |
| Campeonato Europeo |                                |                   |                  |
| Año                | Lugar                          | Medalla           | Competición      |
| 2022               | Liptovský Mikuláš (Eslovaquia) | Medalla de bronce | K1 por equipos   |
| 2025               | Vaires-sur-Marne (Francia)     | Medalla de oro    | K1 por equipos   |